# Corrida Internacional de São Silvestre de 1985
A Corrida Internacional de São Silvestre de 1985 foi a 61ª edição da prova de rua, realizada no dia 31 de dezembro de 1985, no centro da cidade de São Paulo, a largada aconteceu as 23h05m, a prova foi de organização da Fundação Cásper Líbero e A Gazeta Esportiva.
Os vencedores foram o brasileiro José João da Silva e a portuguesa Rosa Mota.

## Percurso
Av. Paulista 900, em frente ao Edifício Cásper Líbero até o Av. Paulista 900, na frente do Edifício Cásper Líbero, com 12.640 metros.

## Resultados

#### Masculino
- 1º José João da Silva (Brasil) - 36m48s

#### Feminino
- 1º Rosa Mota (Portugal) - 43m00s

#### Participações
- Participantes: 6500 atletas
- Chegada: 1922 atletas.[3]

## Ligações Externas
- Sítio Oficial (em português)